# گیتار لپ استیل
لپ استیل گیتار (به انگلیسی: Lap steel guitar) نوعی از استیل گیتار است، یک نوع ساز که از گیتار مشتق شده و در موسیقی سازی از آن استفاده می‌شود و دارای شش سیم است.

سه نوع رایج از این نوع گیتار؛ لپ اسلاید گیتار، تشدید کننده و لپ استیل گیتار الکتریکی است.